# Sisyrnodytes major
Sisyrnodytes major är en tvåvingeart som beskrevs av Adams 1905. Sisyrnodytes major ingår i släktet Sisyrnodytes och familjen rovflugor. Inga underarter finns listade i Catalogue of Life.